# Zoe Bonafonte
Zoe Bonafonte (Barcelona, 10 de març de 2004) és una actriu catalana de cinema i televisió.
Nascuda a Barcelona, als 15 anys va decidir traslladar-se a Madrid, on va iniciar la seva carrera com a actriu en sèries de televisió (Amar es para siempre i Escàndol. Relat d'una obsessió).
La seva primera aparició a la gran pantalla va ser en la pel·lícula El 47 de Marcel Barrena. La cinta narra el fet real sobre el segrest d'un autobús de la línia 47 per part del seu conductor Manolo Vital, per tal d'aconseguir un mitjà de transport públic pels veïns del barri de Torre Baró.
Es va formar en diverses escoles d'interpretació: als Estudis Corazza, amb Juan Codina (Dagoll Dagom) i a l'Acting & Musical Theatre del Harlem High School.

## Obra

### Cinema
- 2025: El secreto del orfebre d'Olga Osorio (en postproducció).
- 2024: El 47 de Marcel Barrena com a Joana.

### Televisió
- 2024: Manual para señoritas en el paper de Sara.
- 2023: Escàndol. Relat d'una obsessió com a Julia.
- 2022: Amar es para siempre com a Susi.